# Policarpo Toro
Policarpo Toro Hurtado (Melipilla, 6 de febrero de 1856-Santiago, 23 de septiembre de 1921) fue un marino chileno. Es conocido por haber sido el comandante de la expedición que incorporó la Isla de Pascua a Chile en 1888.

## Biografía

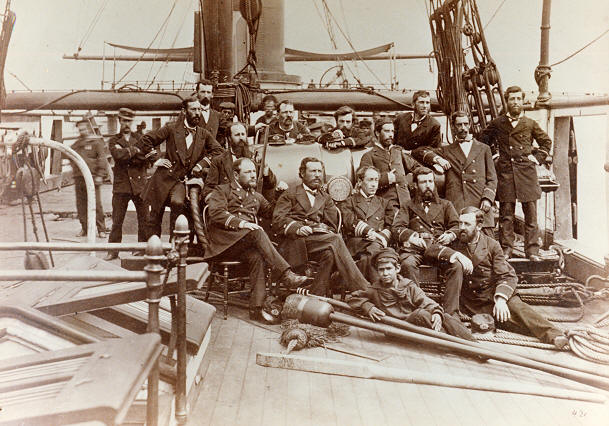
Fotografía de 1879 de la oficialidad de la corbeta Abtao durante la guerra del Pacífico. Apoyado en el cañón, teniente 2º Policarpo Toro.

Era hijo de propietarios agrícolas. Ingresó en la Escuela Naval del Estado, (actual Escuela Naval Arturo Prat) el 17 de febrero de 1871 e desarrolló su carrera de cadete en la Corbeta Esmeralda, llegando incluso a ser alumno de Arturo Prat Chacón . Dos años después, con el grado de Guardiamarina tomó parte en una expedición al estrecho de Magallanes a fin de alzar el plano de la ciudad de Punta Arenas. En 1875 viaja a bordo de la corbeta O'Higgins hacia la Isla de Pascua en el que sería su primer contacto con ella.
Este viaje, de tipo científico, tenía por objeto efectuar un reconocimiento y cartografía de la isla. Sin embargo la expedición se encontró con un panorama poco alentador: los habitantes tenían pésimas condiciones de vida, sufriendo en ese momento los malos tratos de otras expediciones que iban en busca de esclavos y riquezas. Esto despertó la humana preocupación de Toro por el destino de la isla y de sus pobladores. Vuelto al continente buscaría el respaldo de personalidades que le apoyasen en su proyecto de anexionar a Chile aquel territorio insular.

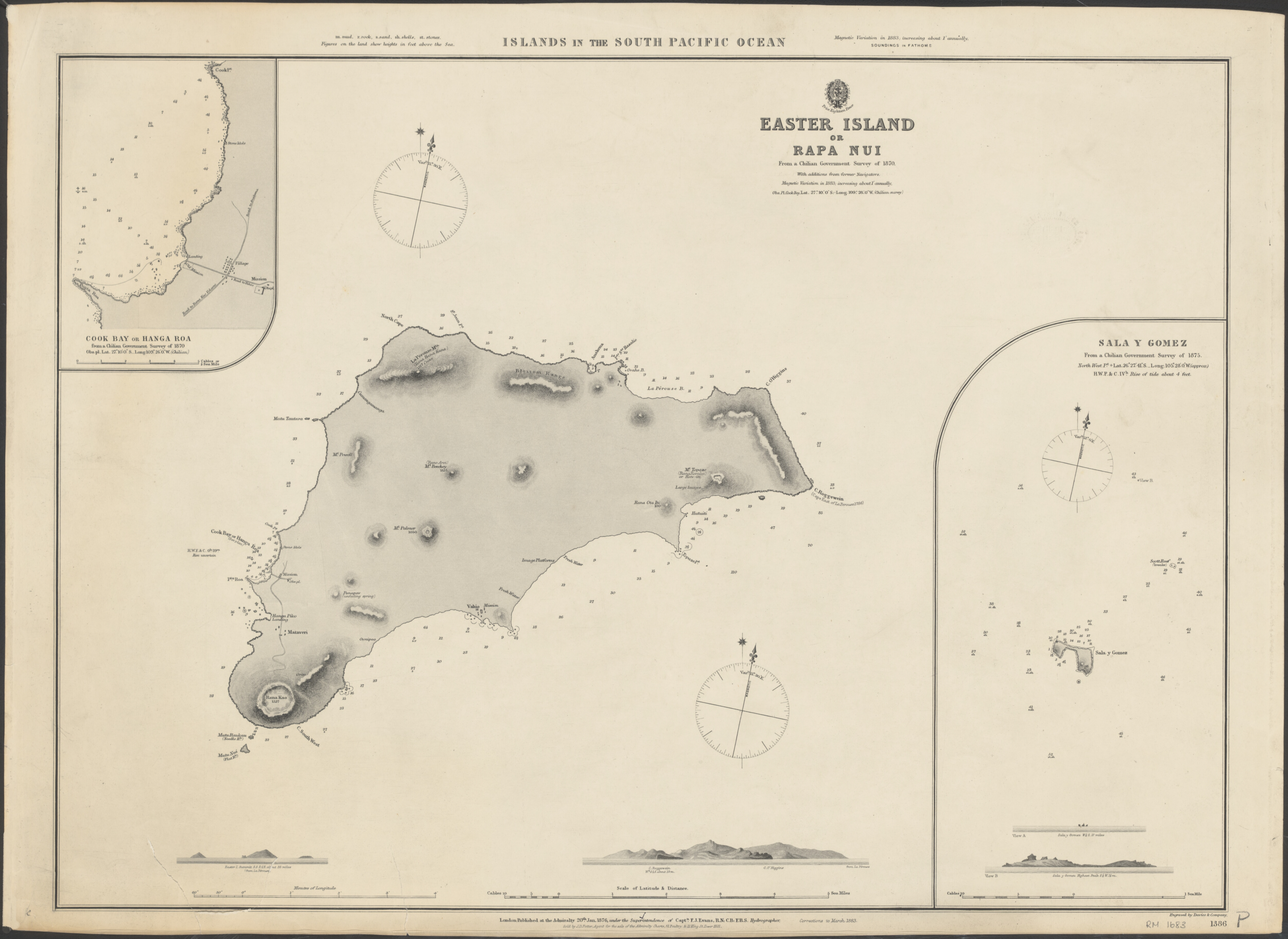
Mapa de la isla de Pascua y la Isla Salas y Gómez en 1870.

En 1876, ya con el grado de Teniente 2º, viaja a Inglaterra a bordo de la fragata blindada Cochrane. Su estadía en Europa sería larga, participando en diversas actividades de la Marina Real Británica como reforzamientos a la flota que el Reino Unido mantenía en el Mar Mediterráneo durante la guerra ruso-turca de 1877. Recorrió gran parte de las costas europeas, visitando instalaciones de la marina británica y observando su funcionamiento.
Regresó a Chile tras el estallido de la Guerra del Pacífico. Se embarcó en el Vapor Loa durante el bloqueo de Iquique y, poco después, nuevamente como miembro de la dotación del Cochrane para participar, el 8 de octubre de 1879, en el combate naval de Angamos, enfrentamiento que finaliza con la captura del Monitor Huáscar (hasta el día de hoy considerado como uno de los trofeos de guerra más antiguos del mundo), donde se le reconoce por ser el primer Oficial Chileno en abordar el malogrado barco, quien con sable en mano, reclama la captura y propiedad del Huáscar a nombre de la armada chilena según relata el historiador  Benjamín Vicuña Mackenna en su obra denominada "El álbum de la gloria de Chile. Homenaje al Ejército y Armada de Chile en la memoria de sus más ilustres marinos y soldados muertos por la patria en la Guerra del Pacífico" ; además se le reconoce el haber tenido el primer contacto y un breve diálogo con quien se convirtió en el último comandante del monitor Peruano, el teniente primero Pedro Gárezon Thomas quien le manifiesta formalmente la incapacidad de la tripulación peruana en seguir combatiendo. 
Luego actuó como oficial en el Desembarco y combate de Pisagua, en donde presta cobertura a uno de los primeros ataques a tierra con apoyo de artillería naval; posteriormente, en el segundo bloqueo de Iquique, en los de Arica, Mollendo y, sucesivamente, en el desembarco en Ilo.  Asimismo, a bordo del Cochrane, estuvo presente cuando esta nave apoyó con artillería naval a las tropas chilenas que tomaron el Morro de Arica, participando también en el posterior bloqueo del Callao.

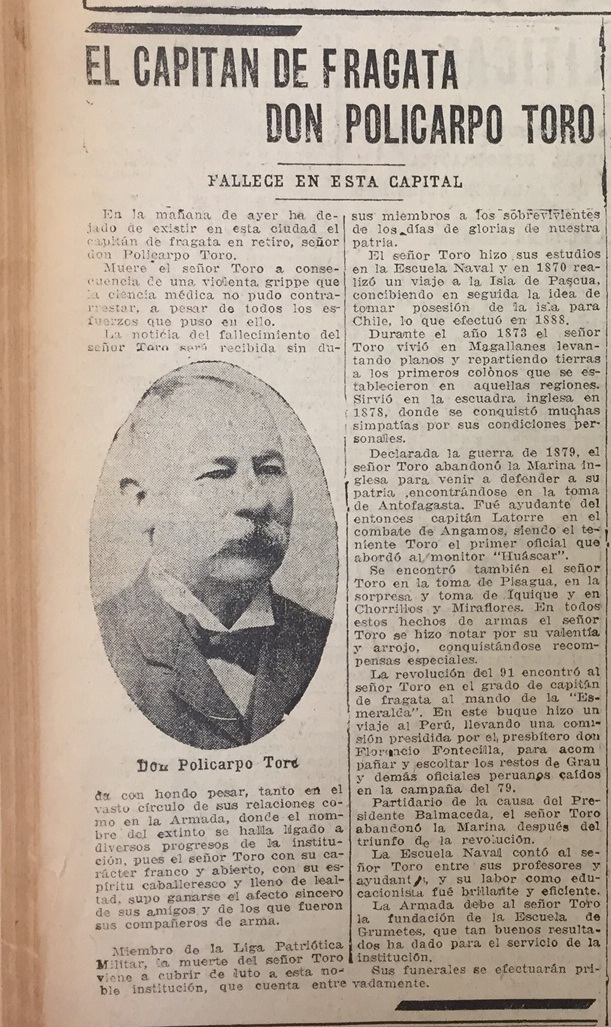
Necrológica de Policarpo Toro

Debido a su importante labor durante este período, Policarpo Toro fue ascendido a Teniente 1º y premiado con el cargo de Segundo Comandante de la Cañonera Magallanes, pero fue requerido nuevamente en el Cochrane dada su efectividad como artillero naval, apoyando al ejército en las batallas de Chorrillos y Miraflores en enero de 1881.
Acabada la guerra, Toro fue nombrado profesor de la Escuela Naval en 1883, ascendido a Capitán de Corbeta y tres años después ocuparía cargos administrativos en la Armada Chilena. A bordo de la corbeta Abtao efectuando una labor de instrucción volvió a recalar en Isla de Pascua. Corría el año 1886. Al ver que más bien habían empeorado las condiciones de vida de los isleños, tomó la iniciativa de dirigir una memoria al presidente José Manuel Balmaceda a fin de convencerlo de la utilidad que representaría para Chile el tomar posesión de la isla, una vez abierto el Canal de Panamá.
Tras recibir el beneplácito de éste y su autorización para negociar, Policarpo Toro comenzó sus indagaciones asegurándose de que no hubiera ninguna otra nación que reclamara la isla como propia. Luego de una serie de tractativas en las que intervinieron Chile, Francia, Tahití y los habitantes de la isla, el capitán tomó posesión oficial de esta en nombre del Estado de Chile el 9 de septiembre de 1888, culminando así una negociación con el rey de la isla Atamu Tekena mediante la firma de un acta de cesión en español y otro en rapanui mezclado con tahitiano.
La tradición oral rapanui indica que el rey Atamu Tekena tomó en ese momento un trozo de hierba con tierra adherida a las raíces, entregándole el pasto a los emisarios chilenos y reservando para sí el puñado de tierra. Con ello significaba que se otorgaba la soberanía de la isla al gobierno chileno, pero que los nativos siempre poseerían el derecho natural de propiedad sobre sus tierras.  Asimismo, ante el saco de monedas de oro que Policarpo Toro brindaba a Atamu, el rey lo rechazó diciendo "[...] llévate tu plata, que yo, ni ningún kanaka, hemos vendido terreno alguno ".
Luego, Toro fue nombrado Director de la Escuela de Grumetes, en la cual aplicó todo el conocimiento adquirido a su paso por Gran Bretaña. Sin embargo en 1891, durante la guerra civil chilena, a diferencia de la mayor parte de sus compañeros de armas, Toro se mantuvo leal al presidente Balmaceda. Por ello fue arrestado y posteriormente desligado de la armada.

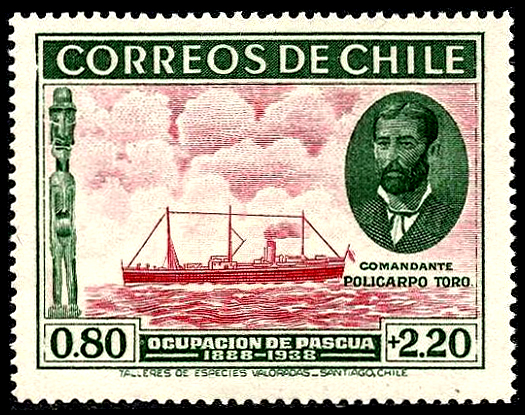
Sello de Chile de 1938, aniversario de la posesión chilena de la isla de Pascua.

En 1893, junto a la amnistía que le concedía el nuevo presidente, Jorge Montt, se le asignaba un retiro digno de su grado y pasados esfuerzos. Radicado en Santiago, falleció el 23 de septiembre de 1921 a los 65 años, pasando a la Historia como el hombre que integró la Isla de Pascua al Estado de Chile.
Estuvo sepultado hasta el año 1988 en el Cementerio General de Santiago, año en el cual la Armada de Chile dispone de sus restos y son trasladados a Isla de Pascua para ser depositados con los de Atamu Tekena (Penúltimo Ariki de Rapa Nui) en una ceremonia para conmemorar el centenario de la anexión de la isla a territorio chileno.

## Reconocimientos
- En 1988 se le otorgó póstumamente el grado de Contraalmirante.[3]
- Un buque patrullero de la Armada de Chile lleva su nombre. Fue construido en los astilleros de ASMAR, y entró en servicio el año 2008.[4][5]